# La tempestad (telenovela)
La tempestad es una telenovela mexicana producida por Salvador Mejía Alejandre para Televisa en 2013. Es una adaptación libre de la telenovela colombiana La tormenta de Telemundo, original de Humberto "Kiko" Olivieri.
Protagonizada por William Levy y Ximena Navarrete, con las participaciones antagónicas de Iván Sánchez, Laura Carmine, Mariana Seoane y los primeros actores César Évora y  Manuel Ojeda. Con la actuación estelar de la primera actriz Daniela Romo.

## Sinopsis
La Tempestad se desatará con la historia de amor de Marina y Damián.
Marina Reverte trabaja como gerente en un hotel, del cual es despedida cuando denuncia al importante empresario Ernesto Contreras, por intento de abuso sexual a una empleada. Él jura vengarse de ella. Por si no bastara, Marina recibe la dolorosa noticia de que su madre, Beatriz Reverte, tiene una enfermedad que pone en riesgo su salud y que la obliga a guardar constante reposo; e incluso a cambiar de residencia por recomendación médica.
Paralelamente, en el pueblo de Nuestra Señora del Mar, Damián Fabré, un joven apuesto, quien es capitán y propietario de un barco pesquero llamado “La Tempestad”; trabaja surtiendo mercancía para una fábrica de conservas marinas, llamada Neptuno.
Esthercita, hija del alcalde de dicho pueblo, está obsesionada con Damián; quien no responde a sus coqueteos, pero finalmente Damián cede, y ella logrará que él la seduzca.
Mercedes Artigas, una elegante y misteriosa mujer, le ofrece a Marina el manejo económico y financiero de la empresa Neptuno, oportunidad que acepta ahora que no tiene trabajo y que su madre requiere de vivir en un lugar tranquilo. Es así como Marina llega al pueblo de Nuestra Señora del Mar, donde conoce a Damián.
Mercedes, en realidad es la madre biológica de Marina. En su juventud quedó embarazada y se vio a merced de Ernesto Contreras, quien le arrebató a su otra hija gemela, Magdalena. Mercedes forjó una fortuna, con la que también adquirió el respeto de quienes la rodean y el poder necesario para enfrentarse a sus enemigos. Mercedes ha dedicado su vida a recuperar a sus hijas, para esto, ha tenido que involucrarse con gente del bajo mundo de la trata de blancas, convirtiéndose en “La reina de la noche”, cuya personalidad le ha permitido salvar a muchas jovencitas víctimas.
En su primer encuentro en la empresa Neptuno, Marina se muestra ante Damián con altivez, tratándolo como a un empleado más; por su parte, Damián la ignora y se presenta ante Marina haciendo gala de su autoridad con su tripulación de testigos.
Marina, furiosa al sentirse humillada, decide romper el contrato con él. Olinto, el administrador, le explica que el contrato con el capitán Fabré no puede romperse.
Marina se encuentra en el pueblo con Hernán Saldaña, un antiguo compañero de clases, quien es ahora un poderoso empresario.
Hernán trabaja con una mafia que se dedica al secuestro y tráfico de personas, especialmente mujeres a las que destina a la prostitución. El alcalde del pueblo, Fulgencio Salazar, es su aliado. Hernán le ordena que destruya tanto la fábrica como el barco de Damián, pues de esa manera librarán obstáculos.
Marina ignora que Hernán está detrás de los ataques a la fábrica, lo que ocasiona pérdidas considerables, por lo que Marina y Damián se ven obligados a hacer una tregua para poder unir esfuerzos; es cuando reconocen que se han enamorado.

## Elenco
- Ximena Navarrete - Marina Reverte Artigas / Magdalena Reverte Artigas
- William Levy - Damián Fabré Carmona / Michel Fabré Iturralde
- Iván Sánchez - Hernán Saldaña
- César Évora -  Fulgencio Salazar
- Nora Salinas - Rebeca "Becky" Reverte
- Mariana Seoane - Úrsula Mata
- María Sorté - Beatriz Vda. de Reverte
- Manuel Ojeda - Ernesto Contreras
- Laura Carmine - Esther "Esthercita" Salazar Mata / Ada de Contreras
- Daniela Romo - Mercedes Artigas
- Alejandro Ibarra - Bagre
- Sergio Reynoso - Comandante Robles
- Alfonso Iturralde - Padre Tomás
- Arturo Carmona - José Manríquez
- Roberto Blandón - Armando
- Sharis Cid - Candelaria "Candy"
- Gilberto de Anda - Nereo
- Latin Lover - El Oso
- Lucero Lander - Delfina Mata de Salazar
- Óscar Bonfiglio - Enrique
- Eduardo Liñán - Dr. González
- Adalberto Parra - Valdivia
- Luis Manuel Ávila - Olinto
- Amparo Garrido - Alicia
- Fernando Larrañaga - Dr. San Miguel
- Malisha Quintana - Mayuya Canseco
- Vanessa Arias - Bárbara
- Janet Ruiz - Rosario Alcántara
- Salvador Ibarra - Lagarto
- Fernando Robles - Lara
- Francisco Martin - Lolo
- José Antonio Ferral - Toribio
- Mónica Miguel - Madre Eusebia
- Amor Flores - Jazmín "Lucía" Jiménez
- Enrique Zepeda - Lázaro Alcántara / Lázaro Salazar Alcántara
- Heylin Vanegas - Abigail
- René Casados - Claudio
- Tony Vela - Macario
- Mar Contreras - Enriqueta
- Arturo Peniche - Ariel Reverte
- Mauricio Henao - Valentín
- José Pablo Minor - Samuel
- Fátima Torre - Karina

## Banda sonora
1. Hoy tengo ganas de ti - Alejandro Fernández y Christina Aguilera
2. Yo sé - Jorge Daher
3. Para soñar — Daniela Romo y Francisco Céspedes
4. Pensar en ti — Daniela Romo y Pandora
5. Mermelada - Mariana Seoane
6. Me equivoque - Mariana Seoane
7. Quiero ser - Mariana Seoane
8. Vida nueva - Río Roma
9. Amamé - Marco Di Mauro

## DVD
El Grupo Televisa lanza a la venta en formato DVD sus novelas.

## Premios y nominaciones
| Año  | Premio                    | Categoría                  | Nominados                                                            | Resultados |
| ---- | ------------------------- | -------------------------- | -------------------------------------------------------------------- | ---------- |
| 2013 | Premios People en Español |                            |                                                                      |            |
| 2013 | Premios People en Español | Mejor telenovela           | Mejor telenovela                                                     | Nominada   |
| 2013 | Premios People en Español | Mejor actor                | William Levy                                                         | Nominado   |
| 2013 | Premios People en Español | Mejor villana              | Laura Carmine                                                        | Nominada   |
| 2013 | Premios People en Español | Mejor villano              | César Évora                                                          | Ganador    |
| 2013 | Premios People en Español | Mejor actriz secundaria    | Daniela Romo                                                         | Nominada   |
| 2013 | Premios People en Español | La mejor pareja            | Ximena Navarrete y William Levy                                      | Nominados  |
| 2013 | Premios People en Español | Mejor nuevo talento        | Ximena Navarrete                                                     | Ganadora   |
| 2014 | Premios TVyNovelas        | Mejor villano              | Iván Sánchez                                                         | Nominado   |
| 2014 | Premios TVyNovelas        | Mejor villano              | Manuel Ojeda                                                         | Ganador    |
| 2014 | Premios TVyNovelas        | Mejor primera actriz       | Daniela Romo                                                         | Nominada   |
| 2014 | Premios TVyNovelas        | Mejor tema musical         | "Hoy tengo ganas de ti" por Alejandro Fernández y Christina Aguilera | Nominado   |
| 2014 | Premios Juventud          | Chica que me roba el sueño | Ximena Navarrete                                                     | Nominada   |
| 2014 | Premios Juventud          | ¡Está buenísimo!           | William Levy                                                         | Ganador    |
| 2014 | Premios Juventud          | Mejor tema novelero        | "Hoy tengo ganas de ti" por Alejandro Fernández y Christina Aguilera | Nominados  |

### Premios Bravo
| Categoría            | Telenovela   | Resultado |
| -------------------- | ------------ | --------- |
| Mejor primera actriz | Daniela Romo | Ganadora  |